# Rivière Tichégami
Pour les articles homonymes, voir Tichégami.
La rivière Tichégami est un affluent de la rive Sud de la partie supérieure de la rivière Eastmain, coulant dans la municipalité de Eeyou Istchee Baie-James, dans la région administrative du Nord-du-Québec, au Québec, au Canada.
La rivière Tichégami coule au nord du massif des monts Tichégami. La partie supérieure de la vallée de la rivière Tichégami est desservie par la route 167 (se dirigeant vers le nord-est) venant de Chibougamau. En se dirigeant vers le Nord, cette route longe la rive sud-est du lac Waconichi, la partie est des lacs Mistassini et Albanel, puis remonte le cours de la partie supérieure de la rivière Takwa. 

## Géographie
Les bassins versants voisins de la rivière Tichégami sont:
- côté nord: rivière Eastmain, lac Barou, lac Lavallette, lac Meneval, lac Chamic, lac Mistamiquechamic;
- côté est: lac Laparre, lac Chineseu, rivière Témiscamie, rivière Péribonka;
- côté sud: lac Comeau (rivière Rupert), lac Baudeau, rivière Neilson (rivière Pépeshquasati), rivière Kapaquatche, rivière Pépeshquasati, rivière Chéno,  rivière Témis, rivière Takwa, rivière Toco;
- côté ouest: rivière Eastmain, lac Cawachagamite, lac Thereau[2].

La rivière Tichégami prend sa source du lac Tichégammi (altitude: 768 m) situé au Sud du Mont Kaaispaach, au Sud du Lac Laparre et  au nord-ouest de la limite de la MRC de Maria-Chapdelaine) (région administrative du Saguenay-Lac-Saint-Jean).
L'embouchure du lac Tichégami est située au nord-est de Chibougamau.
À partir de l'embouchure du lac Tichégami, le courant de la rivière Tichégami coule sur environ 200 km généralement vers le sud-ouest, plus ou moins en parallèle (du côté Sud) de la rivière Eastmain, selon les segments suivants:
- vers le sud-ouest en traversant une série de petits lacs, jusqu'à la décharge (venant de l'est) d'un ensemble de lacs non identifiés;
- vers le sud-ouest recueillant deux décharges (venant du sud) de lacs non identifiés et formant une courbe vers le Sud, jusqu'à un coude de rivière correspondant à la confluence d'un ruisseau (venant du sud-ouest);
- vers le nord-ouest formant une boucle vers l'ouest en début de segment, jusqu'à un coude de rivière correspondant à la confluence d'un ruisseau (venant de l'est);
- vers le sud-ouest formant un crochet vers le nord-ouest en fin de segment, jusqu'à un ruisseau (venant du nord-est);
- vers le sud-ouest en contournant deux îles en début de segment et en formant une courbe vers le Sud, jusqu'à une rivière non identifiée (venant de l'est);
- vers l'ouest quittant la réserve de Mistassini et formant un crochet vers le Nord en fin de segment, jusqu'à un coude de rivière, correspondant à la confluence de la rivière Barou (venant du Nord);
- vers l'ouest en contournant une île, puis le sud-ouest jusqu'à la confluence de la rivière Mémeshquasati venant du sud ;
- vers le sud-ouest en formant une petite boucle vers l'ouest jusqu'à l'embouchure du lac Baudeau.
- vers l'ouest, en contournant une première île et une deuxième île non identifiée;
- vers l'ouest en formant un grand S, jusqu'à la décharge d'un lacs non identifiés venant du nord, soit du côté sud d'une fondrière à filaments;
- vers le sud-ouest, puis le nord-ouest, jusqu'à la décharge (venant du sud-ouest) de lacs non identifiés;
- vers le nord-ouest, en contournant par le nord-est une île, jusqu'à la décharge (venant du sud-ouest) de lacs non identifiés, laquelle se déverse dans un coude de rivière face à une presqu'île rattachée à la rive nord;
- vers l'ouest en formant une courbe vers le nord, jusqu'à la décharge (venant du sud) de lacs non identifiés;
- vers le sud-ouest en contournant une île jusqu'à un coude de rivière où se situe une petite île ;
- vers le nord-ouest jusqu'à l'embouchure de la rivière Tichégami (confluence avec la rivière Eastmain)[2].

L'embouchure de la rivière Tichégami (confluence avec la rivière Eastmain) est située à l'ouest de la route 167 (sens nord-sud) au nord de Chibougamau.
La rivière Tichégami se déverse sur la rive sud de la partie supérieure de la rivière Eastmain en amont de l'île Le Veneur. À partir de l'embouchure de la rivière Tichégami, le courant coule généralement vers l'ouest en empruntant le cours de la rivière Eastmain notamment en traversant les réservoirs Eastmain et Opinaca, jusqu'à la baie James.

## Toponymie
Jadis, le toponyme « rivière Tichégami » était désigné « rivière Shigami ».
Le toponyme « rivière Tichégami » est signalé pour la première fois en 1817 sous la forme « Tischegamy River » dans le journal de James Clouston ; ce dernier effectuait alors un voyage d'exploration dans la région du lac Mistassini pour le compte de la Compagnie de la Baie d'Hudson. Dans un rapport publié en 1896, le géologue Albert Peter Low donne une brève description de cette rivière qu'identifie sous le nom de « Tichegami River ». Cet hydronyme réapparaîtra sur les cartes au début des années 1950 sous la graphie « Shigami ». En 1961, le géologue E. H. Chown étend le toponyme à un bloc montagneux qui domine la rivière sur une partie de son cours et qu'il désigne alors sous le nom de « Monts Shigami ». Sur recommandation de la Commission de géographie de l'époque, le toponyme devient Tichégami la même année et Chown signalera des « monts Tichégami » dans un nouveau rapport publié en 1971. L'auteur y précise que les monts s'élèvent à une altitude moyenne de 648 m, certains sommets atteignant cependant les 800 m. Présumément d'origine crie, la signification du toponyme reste incertaine ; la traduction la plus plausible est « il y a beaucoup d'eau ».
Le toponyme « rivière Tichégami » a été officialisé le 5 décembre 1968 à la Banque des noms de lieux de la Commission de toponymie du Québec, soit à la création de cette commission.